# 아틀라스콥코사우루스
아틀라스콥코사우루스(Atlascopcosaurus)는 중생대 백악기 전기, 오늘날 오스트레일리아부근에서 서식한 2족보행의 소형 초식공룡이다. 조반류-조각아목에 속한다. 학명은 채광기구의 제조사로 유명한 아트라스콥코(Atlas Copco)회사의 이름에서 유래되었고, '아틀라스코코의 도마뱀(Atlas Copco lizard)이라는 의미를 갖고 있다. 1989년 이빨과 부분적인 윗턱의 화석이 발굴되었다. 전체 몸 길이는 약 2m~3m, 체중은 125kg정도 되었을 것으로 추정된다.